# Tomislav Stipić
Tomislav „Tommy“ Stipić (* 1. August 1979 in Tomislavgrad, SFR Jugoslawien, heute Bosnien und Herzegowina) ist ein kroatischer Fußballtrainer, der auch die deutsche Staatsbürgerschaft besitzt.

## Karriere
Tomislav Stipić war als Spielertrainer beim SV Denkendorf in der Kreisliga 1 Donau/Isar tätig, bevor er 2010 zum FC Ingolstadt 04 wechselte. Als Jugendtrainer betreute er dort drei Jahre lang die U-17-Mannschaft, bis er in der Saison 2013/14 die U-23-Reserve in der Regionalliga Bayern übernahm.
Nach der Beurlaubung von Falko Götz zu Beginn der Saison 2014/15 wurde er am 9. September 2014 neuer Trainer des deutschen Zweitligisten FC Erzgebirge Aue. Er unterschrieb einen Vertrag bis 2016, den er jedoch auf eigenen Wunsch zum Saisonende 2015 wieder auflöste, nachdem er mit Erzgebirge Aue in die Dritte Liga abgestiegen war.
Am 9. November 2015 übernahm Stipić das Traineramt beim Drittligisten Stuttgarter Kickers als Nachfolger von Horst Steffen. Nach dem Abstieg in die Fußball-Regionalliga Südwest zum Ende der Saison 2015/16 war sein Vertrag nicht weiter gültig, und die Stuttgarter Kickers trennten sich am 18. Mai 2016 von ihm.
Von Februar bis April 2017 trainierte Stipić den chinesischen Drittligisten Nantong Zhiyun. Die Zusammenarbeit endete aufgrund einer unterschiedlichen Auffassung vom Fußball und der Spielidee.
Zur Saison 2018/19 übernahm Stipić die U-19-Mannschaft von Eintracht Frankfurt. Am 6. März 2019 ersetzte er Thorsten Fink beim Schweizer Erstligisten Grasshopper Club Zürich. Nach fünf Spielen, aus denen nur drei Punkte resultierten, wurde er am 9. April 2019 wieder entlassen und durch Uli Forte ersetzt.